# STS–114

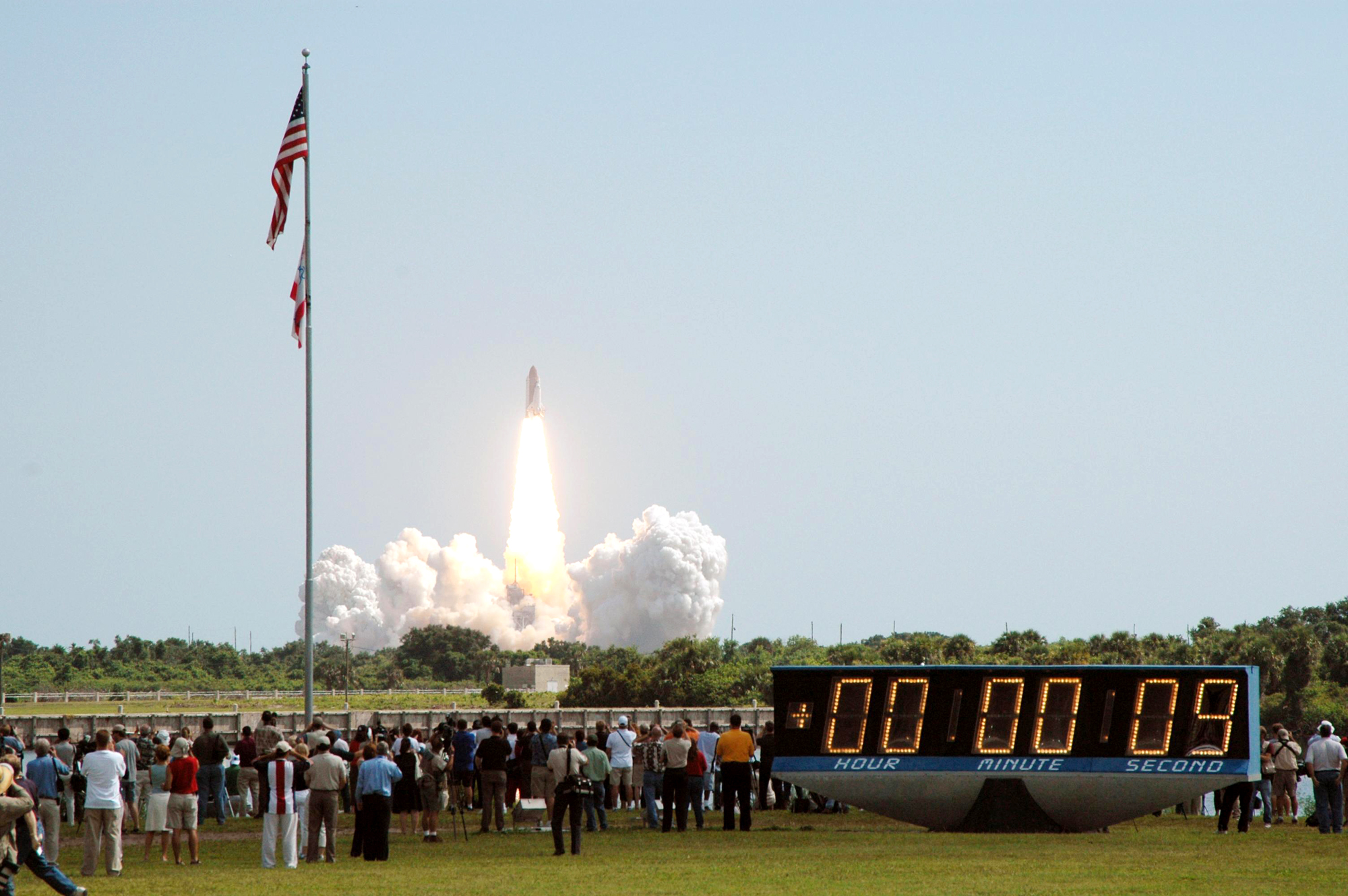
Az STS–114 indítása

Az STS–114 jelű küldetés az amerikai űrrepülőgép-program 114., a Discovery űrrepülőgép 31. repülése, 907 nappal a Columbia-katasztrófa után ez volt a program újraindításának első repülése. A 17. küldetés a Nemzetközi Űrállomásra (ISS).

## Jellemzői
A beépített kanadai Canadarm (RMS) manipulátor kart 50 méter kinyúlást biztosított (műholdak indítás/elfogása, külső munkák [kutatás, szerelések], hővédőpajzs külső ellenőrzése) a műszaki szolgálat teljesítéséhez. Az OBSS rendszerrel újabb 15 méterrel meghosszabbították a manipulátor kinyúlási távolságát.

## Első nap
Tervek szerint az Atlantis űrrepülőgép repült volna. A Discovery karbantartása során megállapították, hogy nem megfelelően szereltek be egy alkatrészt az oldalkormány-féklap rendszerben. Emiatt az egész flottát felülvizsgálták, a többi űrrepülőn is javítani kellett ezt a hibát. Mivel a Discovery javításával már készen voltak, az Atlantisra pedig még várni kellett, ezért a Discovery-t indították.
Eredetileg 2005. július 13-án indították volna, de egy szenzor meghibásodott a külső üzemanyagtartályban, ezért az indítás július 26-án a szilárd hajtóanyagú gyorsítórakéták, Solid Rocket Booster(SRB) segítségével Floridából, a Cape Canaveral (KSC) Kennedy Űrközpontból, a LC39–B (LC–Launch Complex) jelű indítóállványról emelkedett a magasba. Az orbitális pályája 91,59 perces, 51,6 fokos hajlásszögű, elliptikus pálya perigeuma 350 kilométer, az apogeuma 355 kilométer volt. Felszálló tömeg indításkor 121 483 kilogramm, leszálló tömeg 102 913 kilogramm.
Az STS–107 katasztrófáját követően bevezették a mentő űrrepülőgép STS–3xx - STS–300 (Atlantis)/Szojuz űrhajó készenlétét. A mentő űrrepülőgép négy fővel indulva hozna vissza űrhajósokat, illetve a Szojuz űrhajó két fordulóval tudna az űrállomáson rekedt űrhajósokból állományt menteni.
Az indításnál néhány darab levált a külső üzemanyagtartályról, de ezek nem érték el, nem rongálták meg az űrrepülőgépet. A jelenség vizsgálata, megszüntetése miatt a következő űrrepülőgép indítás az STS–121 lett. Új technikai eszközközként az űrrepülőgépre telepítették az Orbiter Boom Sensor System (OBSS). A mozgás érzékelő rendszer tartalmazott egy képalkotó berendezést, a Laser Dynamic Range Imager (LDRI), valamint egy Thermal Protection System (TPS) – termikus védelmi rendszert. Videófelvételek segítségével ellenőrizték az űrrepülőgép külső felületének állapotát. A legénység segítséget nyújtott az űrállomás karbantartási munkálataiban. A dokkolás megszűnésével az űrrepülőgép lassú sodródása következett, 450 méter távolságban indították a főmotorokat.

## Hasznos teher
()
Tesztelték az űrrepülőgép technikai, biztonsági módosításait. Az űrállomásra egy új giroszkópot és a Raffaello szállítómodult (MPLM) vitték. Logisztikai árút (víz, élelmiszer, ruházat, személyes tárgyak, orvosi- eszközök, berendezések, kutatási- kísérleti anyagok és eszközök) szállítottak. Az űrrepülőgép rakteréből – James Kelly és Wendy Lawrence irányításával – a  Canadarm2 segítségével emelték ki az MPLM tehermodult, majd csatlakoztatták az űrállomáshoz. Visszafelé bepakolták a csomagoló anyagokat, a szemetet. Az űrrepülőgép külső vizsgálatát az űrállomás kameráinak segítségével is elvégezték, segítve a sérülések feltérképezését.

### Űrséták
Az első űrséta (kutatás, szerelés) alkalmával gyakorolták az űrrepülőgép termikus védelmi rendszerének javítását. Elhelyezték a platformban (külső, automatikus laboratórium) a kutatási, kísérleti anyagokat. A másodikon beszerelték az új giroszkópot. A Canadarm (RMS) manipulátor kar és az OBSS rendszer segítségével szerelési, javítási anyagok tárolóit helyezték el, majd folytatták az űrrepülőgép külső karbantartási munkálatait. Visszanyerték az elhelyezett kutatási, kísérleti anyagokat.
(zárójelben a dátum és az időtartam)
- EVA 1: Steve Robinson és Nogucsi Szóicsi (2005. július 30., 6 óra 50 perc)
- EVA 2: Steve Robinson és Nogucsi Szóicsi (2005. augusztus 1., 7 óra 14 perc)
- EVA 3: Steve Robinson (2005. augusztus 3., 6 óra 01 perc)

## Tizenharmadik nap
2005. augusztus 9-én Kaliforniában az Edwards légitámaszponton (AFB) szállt le. Összesen 13 napot, 21 órát, 32 percet és 48 másodpercet töltött a világűrben. 9 300 000 kilométert (5 800 000 mérföldet) repült, 219 alkalommal kerülte meg a Földet. Egy különlegesen kialakított Boeing 747 tetején visszatért kiinduló bázisára.

## Személyzet
(zárójelben a repülések száma az STS–114 küldetéssel együtt)
- Eileen Collins (4), parancsnok
- James McNeal Kelly (2), pilóta
- Nogucsi Szóicsi (1), programfelelős JAXA,
- Stephen Kern Robinson (3), programfelelős
- Andy Thomas (4), programfelelős
- Wendy Barrien Lawrence (4), programfelelős
- Charles Joseph Camarda (1), programfelelős

### Visszatérő személyzet
- Eileen Collins (4), parancsnok
- James McNeal Kelly (2), pilóta
- Nogucsi Szóicsi (1), programfelelős (JAXA)
- Stephen Kern Robinson (3), programfelelős
- Andy Thomas (4), programfelelős
- Wendy Barrien Lawrence (4), programfelelős
- Charles Joseph Camarda (1), programfelelős

## Külső hivatkozások

### Magyar oldalak
- STS–114 / Discovery: Keringési pályán! (2005. július 26.)

### Külföldi oldalak
- SpaceflightNow: Discovery launches! (2005. július 26.)
- NASA Virtual Launch Control Center Archiválva 2005. július 14-i dátummal a Wayback Machine-ben
- Real time launch status weblog at spaceflightnow.com – much more detail than NASA's
- NASA mission summary
- Launch Schedule
- Return to flight website
- CTV.ca – Canada plays critical role in shuttle mission Archiválva 2005. július 22-i dátummal a Wayback Machine-ben